# Gnojnica (potok)
Gnojnica (Gnojniczanka) – potok, lewobrzeżny dopływ Budzisza o długości 9,57 km.
Źródła potoku znajdują się we wsi Gnojnica, a do Budzisza uchodzi w Sędziszowie Małopolskim. Nie jest ciekiem uregulowanym
Potok spełnia rolę odbiornika wód opadowo-roztopowych z gruntów położonych na terenie miejscowości Sędziszów Małopolski, Góra Ropczycka i Gnojnica. Z uwagi na górski charakter potoku, szczególnie w górnych partiach, charakteryzuje się dużymi spadkami podłużnymi oraz szybkimi przyborami wód. Powoduje to powstawanie erozji dennej i bocznej wraz z tworzeniem się wyrw i zatorów z podmytych i osuwających się drzew do koryta potoku.